# Pachydactylus oculatus
Pachydactylus oculatus — вид геконоподібних ящірок родини геконових (Gekkonidae). Ендемік Південно-Африканської Республіки.

## Поширення і екологія
Pachydactylus oculatus мешкають у внутрішніх районах на півдні центральної ПАР, в регіоні Кару, а також в Капських горах та на схилах Великого Уступа. Вони живуть на сухих кам'янистих пустищах і гірських схилах, місцями порослих чагарниками. Зустрічаються на висотівід 800 до 2000 м над рівнем моря.